# Václav Šidlík
Václav Šidlík (23. listopadu 1884 Úhonice – 17. května 1952 Nouzov) byl český sochař, člen československých legií v Rusku, československý generál a organizátor odboje během Pražského povstání v Unhošti.

## Život
Narodil se v roce 1884 v Úhonicích v rodině řezníka a hostinského Václava Šidlíka. V roce 1900 začal studovat Uměleckoprůmyslovou školu v Praze. Po zakončení studia se živil jako sochař a medailér. V roce 1913 odešel za prací do Ruska.
Dne 30. dubna 1914 byl v Kyjevě zapsán do 3. roty České družiny. V tomto roce také bojoval u Krakova. V červnu 1916 byl povýšen na praporčíka a opustil Českou družinu. Koncem roku 1916 velel strážnému oddílu u štábu v Remčicích. Dne 21. června 1917 byl jmenován velitelem půlroty 8. roty, se kterou bojoval v bitvě u Zborova. Zde byl raněn do pravé ruky. Za hrdinství v boji získal ruské státní vyznamenání Šavli Řádu sv. Jiří. Zpět do Československa se vrátil 2. ledna 1919 jako velitel I. praporu 21. československého střeleckého pluku. Účastnil se bojů na Těšínsku a Slovensku. Dne 29. prosince 1922 byl povýšen do hodnosti plukovníka. Dne 1. května 1928 byl jmenován brigádním generálem. V roce 1933 byl ustanoven velitelem 24. pěší brigády a 30. června 1934 se stal velitelem 2. horské brigády.
Od ledna 1945 organizoval spolu s ilegálním Národním výborem v Unhošti přípravu na ozbrojené povstání proti okupaci. Při zahájení povstání 5. května 1945 převzal v Unhošti vojenské velení a řídil ozbrojené akce. Velel a formoval strážné oddíly a povolávání 260 unhošťských mužů. Řídil odzbrojování německých stráží v Unhošti a okolí, střežení významných objektů, ochranu státního majetku a shromažďování ukořistěného nepřátelského majetku. Za tuto činnost získal v roce 1945 Československý válečný kříž 1939.
Václav Šidlík zemřel dne 17. května 1952 v Nouzově na srdeční selhání. Pohřben byl na Olšanském hřbitově v Praze.

## Vyznamenání
| Kříž Svatého Jiří, IV. stupeň           | Kříž Svatého Jiří, IV. stupeň           |
| Svatojiřská medaile, III. stupeň        | Svatojiřská medaile, III. stupeň        |
| Kříž Svatého Jiří, III. stupeň          | Kříž Svatého Jiří, III. stupeň          |
| Řád svaté Anny, IV. třída               | Řád svaté Anny, IV. třída               |
| Řád čestné legie, V. třídy – rytíř      | Řád čestné legie, V. třídy – rytíř      |
| Československý válečný kříž 1914–1918   | Československý válečný kříž 1914–1918   |
| Československá revoluční medaile        | Československá revoluční medaile        |
| Válečný kříž                            | Válečný kříž                            |
| Medaile vítězství                       | Československá medaile Vítězství        |
| Řád čestné legie, IV. třídy – důstojník | Řád čestné legie, IV. třídy – důstojník |
| Pamětní medaile na válku 1914-1918      | Pamětní medaile na válku 1914-1918      |
| Řád svatého Sávy, III. třídy - komandér | Řád svatého Sávy, III. třídy – komandér |
| Československý válečný kříž 1939        | Československý válečný kříž 1939        |
| Zborovská pamětní medaile               | Zborovská pamětní medaile               |